# Vitalie Railean
Vitalie Railean (ur. 23 sierpnia 1975) – mołdawski, a od 2006 roku niemiecki zapaśnik walczący w stylu wolnym. Dwukrotny olimpijczyk. Zajął szóste miejsce w Atlancie 1996 i siódme w Sydney 2000. Walczył w wadze minimuszej i koguciej.
Zajął jedenaste miejsce na mistrzostwach świata w 1994 i 1998. Czwarty na mistrzostwach Europy w 1999; piąty w 1996. Wicemistrz Europy juniorów w 1993 roku. 
Mistrz Niemiec w 2006 i drugi w 2007 roku.

## Letnie Igrzyska Olimpijskie 1996
| Konkurencja | Eliminacje             | Eliminacje                 | Eliminacje     | Eliminacje                | Repasaże            | Runda finałowa        | Klas. końcowa |
| Konkurencja | Przeciwnik I           | Przeciwnik II              | Przeciwnik III | Przeciwnik IV             | Przeciwnik I        | o 5 miejsce           | Miejsce       |
| ----------- | ---------------------- | -------------------------- | -------------- | ------------------------- | ------------------- | --------------------- | ------------- |
| -48 kg      | Włatko Sokołow (MKD) Z | Nungar Tsikuatseli (GRE) Z | "wolny los" Z  | Armen Mykyrtczian (ARM) P | Alexis Vila (CUB) P | Jeong Sun-won (KOR) P | 6.            |

## Letnie Igrzyska Olimpijskie 2000
| Konkurencja | Eliminacje               | Eliminacje                         | Eliminacje             | Klas. końcowa |
| Konkurencja | Przeciwnik I             | Przeciwnik II                      | Przeciwnik III         | Miejsce       |
| ----------- | ------------------------ | ---------------------------------- | ---------------------- | ------------- |
| -54 kg      | Amiran Karndanof (GRE) P | Tümendemberlijn Dzüünbajan (MGL) Z | Behnam Tajjebi (IRI) Z | 7.            |